# Thomas Gentner
Thomas Gentner (* 4. Oktober 1988 in Nürtingen) ist ein deutscher Fußballspieler. Er ist der Bruder von Christian Gentner.

## Karriere
Thomas Gentner spielte bis zur D-Jugend beim TSV Beuren, von der D- bis zur A-Jugend gehörte er dem VfB Stuttgart an. Im Sommer 2007 wechselte er zu den Stuttgarter Kickers und spielte hier zunächst für die zweite Mannschaft in der Oberliga Baden-Württemberg. Im November 2008 stieß er aus der Oberligamannschaft in den Drittligakader der Kickers und gab sein Profidebüt am 7. Dezember 2008, als er beim 3:2-Heimerfolg gegen die zweite Mannschaft von Werder Bremen in der 58. Minute eingewechselt wurde. Zur Saison 2009/10 wechselte Gentner in die Regionalliga Süd zur zweiten Mannschaft von Eintracht Frankfurt. Dort bat er nach einem Jahr um die Auflösung seines Vertrags. Er wechselte daraufhin zur Saison 2010/11 zur TuS Koblenz in die 3. Liga. Dort konnte er sich als Stammspieler etablieren. Doch aufgrund des Rückzugs der TuS Koblenz aus der 3. Liga löste Gentner seinen Vertrag. In der Sommerpause absolvierte Genter diverse Trainingseinheiten bei interessierten Vereinen, aber es kam zu keinem Vertragsabschluss. August 2011 unterschrieb Gentner schließlich doch erneut einen Vertrag bei der TuS Koblenz für die Regionalliga West. Zur Saison 2012/13 wurde Gentner neuer Kapitän der Mannschaft. Der Mittelfeldspieler verlängerte seinen Vertrag vorzeitig bis 2015.
Am 1. Januar 2015 beendete Gentner seine Profikarriere beim Regionalligisten Tus Koblenz.
Nach seinem Karriereende wechselte Gentner an die Seitenlinie und arbeitete in Koblenz zunächst als Co-Trainer unter Cheftrainer Petrik Sander.
In der Winterpause 15/16 entschloss sich Gentner doch wieder die Fußballschuhe zu schnüren und folgte dem Lockruf des SGV Freiberg in der Oberliga Baden-Württemberg. Nach einer langen Verletzungspause wurde Genter auf Anhieb Stammspieler. Mit dem Verein stieg er am Saisonende in die Verbandsliga ab und ein Jahr später wieder in die Oberliga auf.
Im Januar 2024 schloss sich Gentner dem Landesligisten VfR Heilbronn an.